# BH Air
BH Air eller Balkan Holidays Airlines, er et flyselskab fra Bulgarien. Selskabet blevet etableret i 2001 og er ejet af Balkan Holidays International. BH Air har hub på Varna Lufthavn ved Varna og har sit hovedkontor i hovedstaden Sofia.
Flyselskabet opererede i 2011 udelukkende charterflyvninger til omkring 60 europæiske- og asiatiske destinationer fra flere lufthavne i Bulgarien. Flyflåden bestod i december 2011 af seks fly, hvoraf der var fem eksemplarer af Airbus A320-200 med 157 passagersæder. Gennemsnitsalderen på flåden var 15.3 år.

## Historie
Selskabet blev etableret 2001 som et joint venture imellem Balkan Holidays Bulgaria og Hemus Air med Yanko Ivanov som primus motor. Første flyvning fandt sted i februar 2002 med ét af fire Tupolev Tu-154M fly med 157 passagersæder. Disse russisk-byggede fly blev senere erstattet af Airbus A320 fly. I 2007 overtog Balkan Holidays International det fulde ejerskab af flyselskabet.